# 트리시노

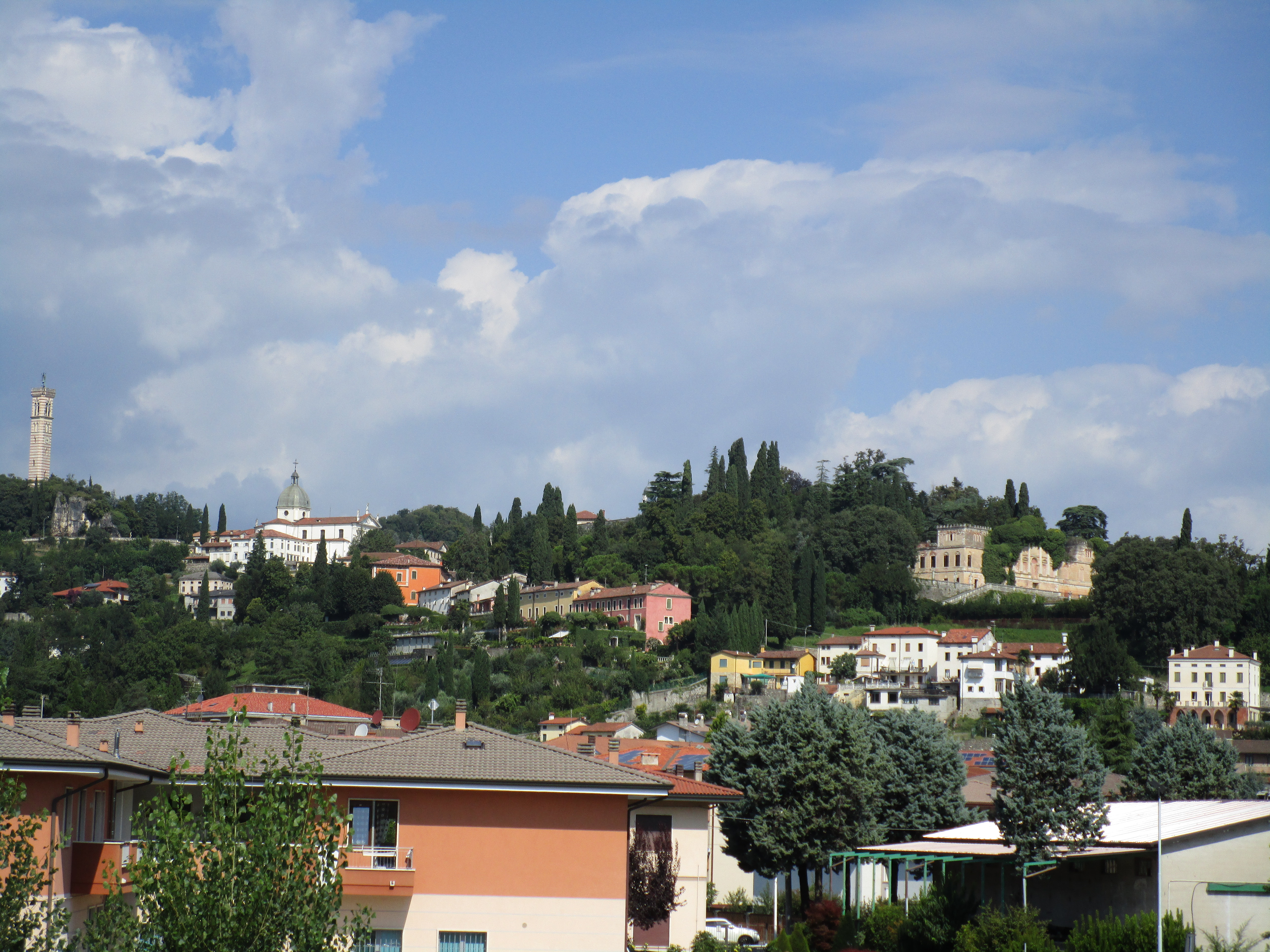
트리시노

트리시노(이탈리아어: Trissino)는 이탈리아 비첸차도에 위치한 코무네로, 현재 시장은 다비데 파치오(북부동맹)이다. 지역 하키 팀인 그루포 스포르티보 하키 트리시노(Gruppo Sportivo Hockey Trissino)로 유명하다. 2018년 기준 인구는 8.709명이다.

## 자매 도시
- 독일 노이울름